# 耶尔西
耶尔西（義大利語：Jelsi），是意大利坎波巴索省的一个市镇。总面积28平方公里，人口1865人，人口密度66.6人/平方公里（2009年）。ISTAT代码为070030。